# Julio D. Wallovits
Julio D. Wallovits est un réalisateur et scénariste argentin, né en 1969 à Buenos Aires (Argentine).

## Filmographie

### Comme réalisateur
- 2002 : Smoking Room
- 2003 : La Simetría
- 2005 : Disonancia
- 2006 : La Silla

### Comme scénariste
- 2002 : Smoking Room
- 2003 : La Simetría
- 2005 : Disonancia
- 2006 : La Silla

### Comme acteur
- 2003 : La Simetría : le narrateur